# جاك جارفينكل
جاك جارفينكل (بالإنجليزية: Jack Garfinkel)‏ مواليد 13 يونيو 1918 - الوفاة 14 أغسطس 2013، كان لاعب كرة سلة أمريكي. بدأ مسيرته الاحترافية في سنة 1946. بلغ طوله 6 قدم 0 بوصة (1.8 م). اعتزل اللعب في 1949. لعب مع سكرامنتو كينغز وبوسطن سيلتكس.

## روابط خارجية
- جاك جارفينكل على موقع إن بي أي (الإنجليزية)
- جاك جارفينكل على موقع سبورتس رفرنس (الإنجليزية)
- جاك جارفينكل على موقع ريلجم (الإنجليزية)
- جاك جارفينكل على موقع بروبوليرز (الإنجليزية)
- جاك جارفينكل على موقع سبورتس رفرنس (الإنجليزية)